# Trimeresurus medoensis
Espèce
Synonymes
- Viridovipera medoensis (Zhao, 1977)

Trimeresurus medoensis est une espèce de serpents de la famille des Viperidae.

## Répartition
Cette espèce se rencontre :
- dans le nord de la Birmanie ;
- dans l'est de l'Inde ;
- dans le sud-est du Tibet.

## Description
C'est un serpent venimeux.

## Publication originale
- Zhao & Jiang, 1977 : A survey of reptiles in Xizang autonomous region, with faunal analysis and descriptions of new forms. Acta Zoologica Sinica, vol. 23, p. 64-71.